# 三毛猫ホームズの〈卒業〉
『三毛猫ホームズの〈卒業〉』（みけねこホームズのそつぎょう）は、日本の小説家赤川次郎によって1993年に発表された三毛猫ホームズシリーズの短編集である。

## あらすじ
友人の結婚式に出席した義太郎と晴美、ホームズの一行。その友人の花嫁が、結婚式の最中に恋人に連れ去られてしまう。まるで映画『卒業』のように。だが翌日、その花嫁が死体で見つかり、おまけに新郎は花嫁が連れ去られることを知っていたらしい。

## 主な登場人物
- 片山義太郎 - 警視庁捜査一課のダメ刑事
- 片山晴美 - 義太郎の妹
- 石津刑事 - 晴美に恋をする猫嫌いの刑事
- ホームズ - 三毛猫

## 収録作品
- 三毛猫ホームズの〈卒業〉（初出『EQ』1993年11月号）
- 三毛猫ホームズの衣裳戸棚（初出『EQ』1993年7月号）
- 三毛猫ホームズの招待席（初出『EQ』1993年9月号）
- 三毛猫ホームズの幽霊船（初出『小説宝石』1993年9月号）
- 三毛猫ホームズの噂話（初出『小説宝石』1993年11月号）

## 書誌情報
- 『三毛猫ホームズの〈卒業〉』（光文社 カッパノベルス、1993年12月20日） ISBN 4-334-07072-8
- 『三毛猫ホームズの〈卒業〉』（光文社 光文社文庫、1997年2月20日） ISBN 4-334-72351-9
- 『三毛猫ホームズの〈卒業〉』（角川書店 角川文庫、2002年5月25日） ISBN 4-04-187963-9